# 98式戦車
98式戦車（98しきせんしゃ 98式主战坦克・9910計画/ZTZ-99技術実証車/WZ-123）は、中華人民共和国の第3世代戦車である。

## 概要
98式戦車は1986年から10年以上の歳月を費やし、80式戦車から96式戦車までの中国の戦車開発技術と、85式戦車や90-II式戦車で行われたパキスタンとの共同開発で得た技術蓄積を活用し、中国人民解放軍陸軍第3世代主力戦車の決定版として開発され、1999年の建国50周年記念軍事パレードで公表された。
当初は21世紀における中国人民解放軍の主力戦車となると思われたが、実際には更なる改良が施された99式戦車が代わって正式採用された。

## 開発

### 第3世代戦車開発
中華人民共和国において第3世代戦車の開発が検討されたのは1970年代末のことである。しかし、当時の中国の技術的立ち遅れを踏まえて、まずは第三世代戦車に必要な技術の開発と目指すべき次世代戦車のコンセプトの確立のために技術実証車を研究開発することから始められることになり、ソビエト連邦のT-72をベースにした開発計画が進められた。この計画は1986年に中央軍事委員会により承認された。
1980年代には旧西ドイツのクラウス＝マッファイ社に代表団を派遣してレオパルト2の購入またはライセンス生産を検討するも外貨不足で実現しなかったものの、西ドイツ製のエンジンなどを導入した。それ以降も戦車開発に関してはレオパルト2を強く意識した案が数多く挙がった。1980年後半以降の中国軍の戦車開発コンセプトは、
1. 車体は比較的実績があり、信頼性の高い69/79式戦車やソ連のT-72系ベースに開発
2. 西側主力戦車に匹敵するFCS（射撃統制装置）の導入
3. ソ連製2A46M系の125 mm 滑腔砲をさらに発展した国産滑腔砲と自動装填装置の装備。
4. 本格的な複合装甲の採用

であるが、1991年の湾岸戦争でアメリカ軍のM1エイブラムスを始めとする西側諸国の第3世代戦車にソ連製や中国製の東側第1世代・第2世代戦車がなすすべも無く撃破されたことは中国軍部にとっては衝撃的な事実であり、西側の戦車に対抗できる本格的な第3世代戦車の自国生産を目標に開発が急がれた。最初に完成した中国初の第3世代戦車である90-II式戦車は輸出用とされ中国軍には配備されなかったが、これによって一定の技術の蓄積を得、続く本格的第3世代戦車の開発に弾みがつけられることとなった。

### 98式戦車の開発

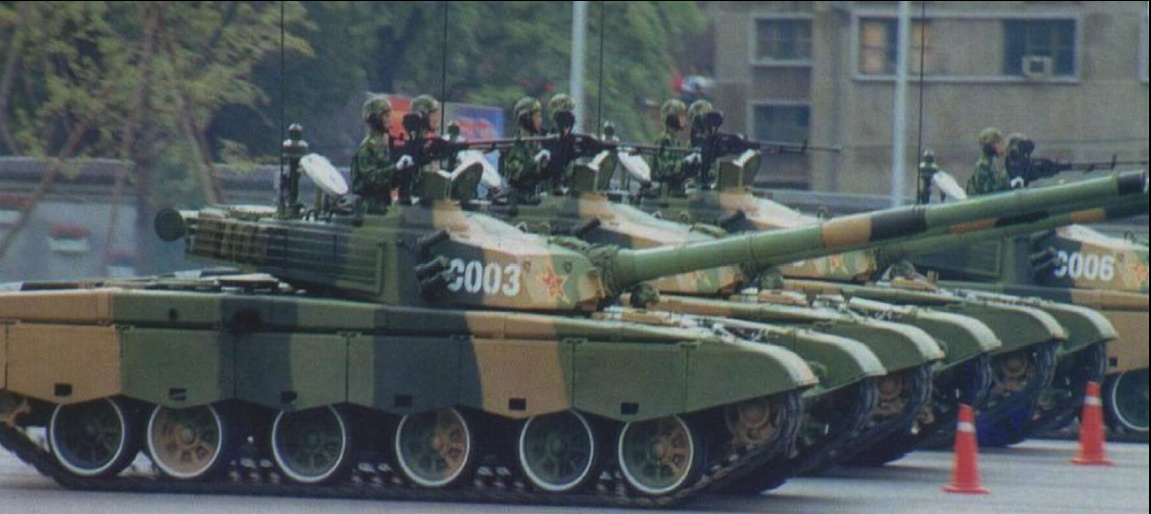
建国50周年記念軍事パレードにおける98式戦車

これらの技術的蓄積を踏まえ、開発に際してはレオパルト2を意識した砲塔デザインとし、自国の90-II式戦車とソ連のT-72、T-90の砲と車体技術をベースに、1993年に4輌の試作車が製作され、1995年から1996年にかけて各種テストが実施され、更に4輌の試作車輌が追加生産されて開発が進められた。そして1996年に正式に98式戦車の名称が与えられて量産と配備が開始された。
98式戦車は1999年10月の中国人民解放軍の50周年記念パレードで世界に対して初めて公表されたが、それ以降は量産されることはなく、更にエンジンを1500 hp に改良した「99式戦車」が中国人民解放軍の主力戦車として正式採用された。

## 特徴

### 武装

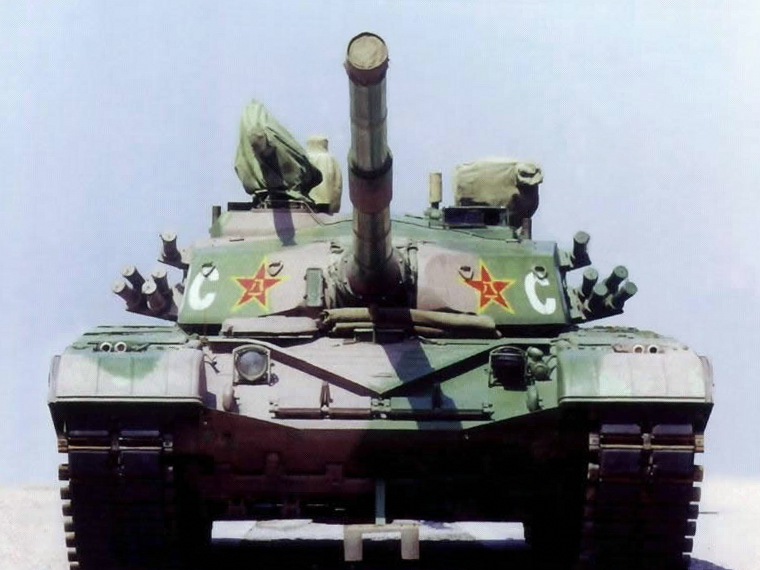
98式戦車 正面より

主砲はロシアの2A46Mをベースに威力の向上や砲身命数の向上などの改良を加えたZPT-98式 50口径125 mm 滑腔砲が採用されている。砲身はサーマルスリーブで覆われており、砲身命数は700発。ZPT-98はベースとなった2A46Mと同じくレーザー誘導式の砲発射ミサイル9M119が発射可能である。自動装填装置はT-72のカセトカ自動装填装置の改良型を採用し、最大発射速度は毎分12発に達する。FCSや外部視察装置は西側の技術が導入されている。HL60照準器は二軸式主砲スタビライザー2E28と同調し、弾道計算コンピュータ、環境センサーのデータとリンクして極めて高い初弾命中精度を実現している。
一例として、
- 85式戦車では、1,600 m での固定目標に6秒以内に射撃が可能で命中率は90パーセント以上、1,200 m での移動目標に対しては12秒以内に射撃が可能で命中率は90パーセント。ただし砲身のブレを制動する機能が低いようで行進間射撃能力は期待できない。
- 90-II式戦車では1998年に、パキスタンの砂漠地帯で試作車の評価試験が行われており、この試験の公式発表によると、アル・ハリド戦車は2,000 m 離れた動目標に対して、40 km/h の速度で移動しながら射撃を行い、85パーセントの命中率を発揮したという。

という実射データがあるが、98式戦車は固定射撃と行進間射撃においてこれら二車種を凌駕する射撃精度をもち、高さ2.7 m の停止目標に対しては2,500 m、動目標に対しては1,300 m の距離で高い命中率を誇るとされている。
砲手用照準器にはフランス製のペリスコープ型昼夜兼用システムSAGEM-HL60が採用されている。これは二軸式主砲スタビライザー2E28と同調し、弾道計算コンピュータ、環境センサーのデータとリンクして極めて高い初弾命中精度を実現している。内蔵されているレーザー測距器は200～5,000 m の範囲で正確に測定する事が可能で、データは自動的に弾道計算コンピュータに入力される。暗視システムは熱線映像式で目標の有効識別距離は125 mm 滑腔砲の最大有効射程を上回る（3,100 m）。倍率は4倍と10倍の切り替え式で、前方20度の範囲の視界を確保している。車長にも主砲用に使用できるパノラマ式照準器SFIM-HL70が装備されている。これと操砲ハンドルを用いて車長が砲手をオーバーライドして主砲を装填、発射する事が可能。HL70は周囲180度に渡り視界を有しており、レチクル内の倍率は7.5倍である。

### 防護力
中国最大のポータルサイト、「新浪網」の「98式戦車特集」においては前面装甲の防御力はアメリカ軍のM1A2エイブラムスにおいては車体と砲塔においては最も弱い所で均質鋼板600 mm 、最も強い所で700 mm の均質鋼板に相当し、ドイツ軍のレオパルト2A6は車体と砲塔において弱い所で580 mm の均質鋼板に、最も強い所で700 mm の均質鋼板に相当し、対する98式戦車は最も弱い所で500～600 mm の均質鋼板に相当し、最も強い所で700 mm の均質鋼板に相当するとしている。
装甲以外においては砲塔後部全体には籠状の荷物ラックがあり、対HEAT弾防御も兼ねている。これはチェチェン紛争においてロシア軍のT-72が、爆発反応装甲や複合装甲の無い砲塔後部をRPG-7で狙われ多数撃破された戦訓を取り入れたものと思われる。
近年、中国は工業技術の急速な発展を成し遂げており、複合装甲開発にも役立てられている。市販されているほとんどの軍事系雑誌では拘束セラミック複合装甲が使用されていると記述しているが、一部ではそれは実用化できず、代わりに重金属系素材を複合装甲の主体として使用しているとの主張が存在する。その根拠として、装甲が傾斜しているのと98式戦車ではベースとなった90-II式戦車の48トン（非戦闘重量は46トン）と比べて多少砲塔は大型化したが、重量は4トンも増えているためとしている。
劣化ウラン、タングステンなどの重金属系素材は、複合装甲に適用する場合、セラミックス素材と比較して容積あたりの重量がかなり増加する欠点はあるが、加工技術や低コスト実現の面から高度な工業技術が要求されるセラミックスよりも、技術的にはハードルが低く済むために、安価かつ比較的容易に複合装甲に適用可能とされる。ちなみに中国は世界最大のタングステン採掘国である（98式戦車はサイズ面から言うと90式戦車とルクレールの中間に位置し、使用している砲と砲弾が両車よりも大型であり、セラミックス系の複合装甲であっても割合によっては52トンという重量はそれほどの重量ではないという意見もある）。
拘束セラミック複合装甲を導入しているレオパルト2A6でも主装甲の強化に大重量の増加装甲を導入している事例があり、1980年代にドイツなどからも技術を導入している中国の戦車開発の歴史と98式戦車がレオパルト2を意識している面も考える必要があるであろう。

#### 装甲に関する多様な説
イギリスの「ジェーンズ・ディフェンス・ウイークリー」は98式戦車に「カークトゥス装甲（異なった装甲を組み合わせた装甲形式、「カークトゥス」とは「サボテン」の意）」が採用されているとの見解を示している。実際にロシアのチョールヌィイ・オリョールなどがこの方式の装甲を採用している。これ以外にもジェーンズでは「Jane's Armour and Artillery 2006-2007」で車体にセラミックス系複合装甲を装備していると記述している。
一般にセラミックス系の装甲はAPFSDSをはじめとする運動エネルギー弾や成形炸薬弾をはじめとする化学エネルギー弾には高い防護力を示すが、比較的低速の通常の徹甲弾に対しては対弾能力では劣る(拘束セラミック複合装甲はいずれにも対処可能）。対して重金属系の装甲はその逆の傾向が強い。

### 生存性
98式戦車ではカセトカ自動装填装置を大幅に改良した自動装填装置を採用しているが、湾岸戦争時のT-72やチェチェン紛争におけるT-80などの東側戦車と同様に自動装填装置の構造（弾薬庫は車体の内部、自動装填装置は砲塔内の戦闘室底部に位置する）から、被弾時には98式戦車に誘爆の危険性を指摘する意見がある。弾薬庫を砲塔後部バスルに持たず、弾薬の誘爆時に爆風を外部へと逃がす「ブローオフパネル」が採用されていない事を背景にしている。
車内壁面には弾片飛散を防ぐためのスポールライナーが設置されている。万一、車内に被害が及んだ際には、砲弾の誘爆や車内の延焼を防ぐため、92式自動消火装置が設置されている。92式自動消火装置は、熱源探知装置6基、消火剤タンク4基、制御装置、自動/手動作動装置などで構成されている。消火タンクには液化されたハロン1301が充填されており、火災探知後、直ちに噴霧を実施して50秒以内に消火する能力を有している。
中国の軍事系サイト「軍迷談兵」には、ブローオフパネルと生存性に関して独自の見解が記載された。これによればブローオフパネルが採用されているレオパルト2を例にとると砲塔バスル内にある弾数は15発、残り27発は車体内の操縦士のいる位置の左側に収納されている。つまり、西側戦車の砲弾は全て砲塔バスル内にあるわけではなく、多くは車体内にあり、湾岸戦争時のT-72同様、車体を撃ち抜かれれば砲塔が丸ごと吹き飛ぶ事になる（ただし、レオパルト２等の予備弾の搭載されている操縦席左側は、複合装甲で防御された非常に堅固な部分である）。
「軍迷談兵」では西側戦車の砲弾を砲塔バスルに移しブローオフパネルを採用した理由は、主に砲塔の平衡を保ち、砲の全ての方向における精度と安定性を保つ事にあり、射撃精度向上が主たる目的であると記述している。また、ソ連系の戦車は車体の戦闘室の底部に装填装置と弾薬があることにより、車体の装甲以外に、エンジン、トランスミッション、駆動系、サイドスカートが弾薬を防御しており、誘爆は起き難い仕組みになっているとも記述している。
ブローオフパネルを装備し砲塔に弾薬を装備する事に関して「軍迷談兵」では、砲塔パネルと戦闘室の間の装甲が薄いと爆風をある程度逃がしても被弾時に爆風が装甲を突き破り装甲の破片が乗員を殺傷する危険性があり、加えて、統計上40～50パーセントの撃破された戦車の被弾は砲塔である事が上げられている。また、砲塔内に十分な数の砲弾がある場合、着弾時にすぐに炸薬に引火し、一度炸薬が炎上すれば消火はほとんど不可能で誘爆は避けられず、爆風により吹き飛ばされた装甲の破片が車内や車体内の戦闘室に流れ込み砲弾の誘爆を引き起こす危険があると記述している。
従ってブローオフパネルによる防御力向上の役割はそれほど大きくないとして、西側戦車の生存性はロシアや中国の戦車に対しての優勢はほとんど無いとしている。
しかし、実戦で示された例においては西側戦車よりロシア（ソビエト）製や中国製の戦車の乗員の生存率は西側戦車よりも明らかに劣っているのも事実であり、イラク等においてM1エイブラムスのブローオフパネルが有効に機能したのも事実である。
また、今までブローオフパネルを装備しなかった東側戦車でも近年新たに登場した、T-80をベースにウクライナが開発した改良型のT-84や、ロシアのチョールヌィイ・オリョールなどでは即応弾の弾薬庫や自動装填装置を西側第三世代戦車のように砲塔後部バスルに移すようになっている。西側の第三世代戦車ではブローオフパネルを採用していない例外として韓国のK1A1があるが、後継となるK2では、他の西側第三世代戦車と同じく自動装填装置や即応弾の弾薬庫を砲塔後部バスルに移し、さらに砲塔後部バスル上面にはブローオフパネルも採用している。
また、「軍迷談兵」においてレオパルト2とメルカバが世界で最も生存性が高いと言われる所以は自動消火装置と爆発抑制装置の性能が他を圧倒している事であるとしており、西側軍事筋の分析でも、T-72が湾岸戦争で誘爆が続発した理由には、自動消火装置すら装備していなかった事が大きいと言われているが、ブローオフパネル等により隔離されていない弾薬の数が多いほど、自動消火装置と爆発抑制装置の能力の限界を超えやすい。

### アクティブ防御システム
本車の最大の特徴はJD-3（またはZM87）と呼ばれる中国軍独自のアクティブ防御システム（Active Protection System）である「アクティブ・レーザー防御システム」を、砲塔上面左側砲手用ハッチ後方に搭載している事である。これはロシアのシュトーラのような対赤外線防御装置では、対応できる脅威が赤外線利用の兵器だけに限られてしまうために開発されたもので、敵車輌や対戦車ミサイル発射機や対戦車ヘリコプターなどからの測距/照準レーザーを検知して警告を発し、発振源を走査、輻射出力を瞬間的に数倍に上げ、敵のレーザー測距儀/照準機などに対して攪乱・破壊レーザーを発する事で攻撃を防ぐシステムである。レーザー通信機能も兼ねるとされる。未確認だがこのレーザーを使用して無線封止下の状況でも僚車と通信が可能といわれている。
中国側はこのレーザーは発射された（レーザー誘導）砲弾や対戦車ミサイルの迎撃能力（センサーの攪乱）もあり、対空兵器（対戦車ヘリコプターなどの照準機器の攪乱）としても効果があるとしているが、その能力は定かではない。
JD-3の構成は中央部の警戒レーダー部分と左側のレーザー発振器兼レーザー測距儀兼レーザー送受信機と右側の3連装の発射機（ディスチャージャー）からなる。中央部のレーダーは左右に旋回し、その左右に取り付けられたレーザー発振器と発射機は上下に俯仰する。
JD-3のアクティブ防御システムは単なる防御兵器ではなく、攻撃兵器としての性格を有しており、敵兵器の照準装置を破壊して使い物にならなくさせたり、敵を失明させたりすることで、敵戦力を脱落させることができる。
JD-3のアクティブ防御システムのソフト・キルは、レーザーによるレーザー測距儀/照準機やナイトビジョンやTVカメラやペリスコープ/サイトやセンサーや肉眼の攪乱・破壊（機器の場合は恒久的に使用不可能、肉眼の場合は失明）が可能である。
パッシブ（防御）モードとアクティブ（攻撃）モードがある。操作は砲手（または車長）が行う。
98式/99式戦車の外部視察装置や照準装置などには同様の兵器に対抗するために、抗レーザーミラーが付いている。
このシステムは改良版の99式戦車にもある程度の改良を加えつつ引き継がれている。
誤解されがちだが、少なくとも、一般にレーザーと聞いてイメージする、高エネルギーレーザーで、飛翔中のミサイルを爆発させたり、戦車の装甲を溶かして切断して破壊するような、アニメやSF的な物（ただし現在の先進国の軍事技術ではそれも実用化が間近）ではない。
なお、1995年採択、1998年発効の特定通常兵器使用禁止制限条約附属議定書IV「失明をもたらすレーザー兵器に関する議定書」において、永久に失明をもたらすように特に設計されたレーザー兵器の使用及び移譲の禁止等を規定している。

### 機動性能
エンジンは、ドイツとウクライナの技術を元に自国で開発した1,200 hp ディーゼルエンジンを搭載している。また、変速機も90-II式戦車から採用されたオートマチック（自動変速）からマニュアル（手動変速）に切り替えられ、超信地旋回が不可能となったが機械的信頼性は向上した。

## 海外での実績
M1A1及びM1A2を導入したサウジアラビアでは98式戦車の基礎となった90-IIM式戦車のパキスタン仕様（ライセンス生産）であるアル・ハリドの評価試験を実施しているという。試験結果が良好と判定された場合には6億USドルで150輌を調達する可能性が伝えられている。